# Cosima Soulez Larivière
Cosima Soulez Larivière (* 1996 in Paris) ist eine französisch-niederländische Geigerin, die mit zahlreichen Preisen ausgezeichnet wurde, zum Beispiel mit dem 3. Preis beim Joseph Joachim Wettbewerb, dem 1. Preis beim ersten Bartók World Competition &
Festival, dem 1. Preis beim Brahms Wettbewerb und den 3. Preis und den Bach-Preis beim Postacchini Wettbewerb.

## Leben und Ausbildung
Cosima Soulez Larivière wurde 1996 in Paris geboren und bereits in jungen Jahren von Igor Volochine unterrichtet. Im Alter von acht Jahren erhielt sie ein Stipendium an der Yehudi Menuhin School, wo sie Schülerin von Natasha Boyarsky wurde. Ihren Bachelor und Master of Music absolvierte sie an der Hochschule für Musik, Theater und Medien Hannover bei Prof. Krzysztof Wegrzyn. 
Als Stipendiatin von der Deutschen Stiftung Musikleben spielt sie eine Violine von Giovanni Grancino (Mailand, 1675), die ihr zur Verfügung gestellt wird.
Seit Oktober 2023 studiert sie an der Kronberg Academy bei Mihaela Martin. Das Studium wird ermöglicht durch das Renate und Peter von Metzler-Patronat.
Meisterkurse absolvierte sie 2019 bei Leonidas Kavakos, 2021 bei Ilya Gringolts, 2022 bei Salvatore Accardo, 2022 bei Ana Chumachenco, 2022 bei Miriam Fried, Donald Weilerstein und 2023 bei Steven Isserlis.

## Konzerte & Auftritte
- Konzerte mit Orchestern wie der Kammerakademie Potsdam, dem Liszt Chamber Orchestra, der NDR Radiophilharmonie Hannover, dem Südwestdeutschen Kammerorchester Pforzheim, der Südwestdeutschen Philharmonie Konstanz, der Philharmonie Salzburg, dem South Denmark Philharmonic und dem Györ Philharmonic Orchestra
- Auftritte mit Dirigenten wie Zoltán Kocsis, Andrew Manze, Jorma Panula, Johannes Klumpp, Barnabás Kelemen, Douglas Bostockm oder Elisabeth Fuchs
- Kammermusik unter anderem mit Renaud Capuçon, Daniel Hope, Steven Isserlis, Christian Tetzlaff, Leonid Gorokhov und Roland Krüger
- Gegen das Schweigen. Gegen Antisemitismus. - Solidaritätskonzert mit Igor Levit & Gästen (27. November 2023; 05:45)[4]